# Амазилія-берил зеленочерева
Амази́лія-берил зеленочерева (Saucerottia viridigaster) — вид серпокрильцеподібних птахів родини колібрієвих (Trochilidae). Мешкає в Андах і на Гвіанському нагір'ї.

## Опис
Довжина птаха становить 8,9-9,4 см, вага 3,8 г. Забарвлення переважно зелене, блискуче, нижня частина спини, надхвістя і верхні покривні пера хвоста коричнювато-охристі, гузка коричнювата. Хвіст мідно-фіолетовий, дещо роздвоєний. Дзьоб прямий, довжиною 18 мм, чорний, знизу переважно блідо-рожевий.

## Підвиди
Виділяють шість підвидів:
- S. v. viridigaster (Bourcier, 1843) — східні схили Колумбійських Анд;
- S. v. iodura Reichenbach, 1854 — Анди на заході Венесуели (Тачира);
- S. v. duidae Chapman, 1929 — тепуй Серро-Дуїда[en] на півдні Венесуели;
- S. v. cupreicauda (Salvin & Godman, 1884) — тепуї на півдні Венесуели, на заході Гаяни і на крайній півночі Бразилії (гора Рорайма);
- S. v. laireti (Phelps Jr & Aveledo, 1988) — тепуї на півдні Венесуели ( Унтуран[es], Небліна);
- S. v. pacaraimae Weller, 2000 — гори Пакарайма на півдні Венесуели.

Деякі дослідники виділяють підвиди S. v. duidae, S. v. cupreicauda, S. v. laireti і S. v. pacaraimae у окремий вид амазилію-берил гаянську (Amazilia cupreicauda).

## Поширення і екологія
Зеленочереві амазилії-берили мешкають в Колумбії, Венесуелі, Гаяні і Бразилії. Вони живуть у вологих і сухих тропічних лісах, в чагарникових заростях і на плантаціях, на висоті від 400 до 1850 м над рівнем моря. Живляться нектаром квітів, є доволі агресивними і територіальними птахами. Їхні гнізда мають чашоподібну форму. розміщуються на дереві. В кладці 2 яйця.